# Prix Jacques-Andrieu
Le prix Jacques-Andrieu est une course hippique de trot monté se déroulant fin janvier sur l'hippodrome de Vincennes.
C'est une course de Groupe II (depuis 2010) réservée aux chevaux de 5 à 11 ans, ayant gagné au moins 130 000 €, mais n'ayant pas été classés dans les trois premiers du Prix de Cornulier couru la semaine précédente. Les chevaux ayant gagné 530 000 € et plus subissent un recul de 25 mètres.
Elle se court sur la distance de 2 850 mètres (grande piste), départ volté. L'allocation s'élève à 120 000 €, dont 54 000 € pour le vainqueur.

## Palmarès depuis 2001
| Année                                | Vainqueur          | Père               | Jockey                   | Entraîneur               | Réd.km |
| ------------------------------------ | ------------------ | ------------------ | ------------------------ | ------------------------ | ------ |
| 2025                                 | Heuristique        | Very Nice Marceaux | Paul-Philippe Ploquin    | Jean Philippe Raffegeau  | 1'13"  |
| 2024                                 | Édition Gema       | Prince Gédé        | Guillaume Martin         | Marc Sassier             | 1'11"9 |
| 2023                                 | Dimo d'Occagnes    | Timoko             | Adrien Lamy              | Antonio Ripoll Rigo      | 1'13"1 |
| 2022                                 | Chalimar de Guez   | Nahar de Béval     | Jean-Yann Ricart         | Jean-Michel Bazire       | 1'12"5 |
| 2021                                 | Freeman de Houelle | Vogove             | Éric Raffin              | Franck Leblanc           | 1'12"3 |
| 2020                                 | Caban Prior        | Sancho Pança       | Aurélien Desmarres       | Sylvain Desmarres        | 1'13"8 |
| 2019                                 | Clegs des Champs   | Legs du Clos       | David Thomain            | Thierry Raffegeau        | 1'13"2 |
| 2018                                 | Arlington Dream    | Ready Cash         | Yoann Lebourgeois        | Philippe Allaire         | 1'12"7 |
| 2017                                 | Arlington Dream    | Ready Cash         | Yoann Lebourgeois        | Philippe Allaire         | 1'13"4 |
| 2016                                 | Ukerlza du Benjo   | Blizzard Poterie   | Mathieu Mottier          | Philippe Rouer           | 1'13"6 |
| 2015                                 | Ton Rêve de Cahot  | Hand du Vivier     | David Thomain            | Jean-Pierre Thomain      | 1'13"4 |
| 2014                                 | Récit Jéloca       | First de Retz      | Jean-Loïc-Claude Dersoir | Jean-Loïc-Claude Dersoir | 1'14"  |
| 2013                                 | Rive Droite        | First de Retz      | Fabien Gence             | Jean-Marie Monclin       | 1'14"6 |
| 2012                                 | Roi du Lupin       | Fleuron Perrine    | Antoine Wiels            | Jean-Paul Marmion        | 1'12"2 |
| 2011                                 | Quémeu d'Écublei   | Jet Fortuna        | Jonathan Carré           | Frédéric Prat            | 1'13"3 |
| 2010                                 | Quémeu d'Écublei   | Jet Fortuna        | Jonathan Carré           | Frédéric Prat            | 1'14"  |
| Avant la classification en Groupe II |                    |                    |                          |                          |        |
| 2009                                 | Or de Jade         | Sancho Pança       | David Thomain            | Joël Hallais             | 1'14"5 |
| 2008                                 | Marathon Man       | Tadzio de la Motte | Nathalie Henry           | Igor-Pierre Blanchon     | 1'13"3 |
| 2007                                 | Kalin d'Urga       | Dream of Gold      | Jean-Loïc-Claude Dersoir | Jean-Loïc-Claude Dersoir | 1'14"5 |
| 2006                                 | Keepsake           | Capital            | Émile Fournigault        | Jean-Paul Gauvin         | 1'14"3 |
| 2005                                 | King Prestige      | Big Prestige       | Sébastien Ernault        | Pierre Levesque          | 1'14"5 |
| 2004                                 | Jeff du Fruitier   | Vittel             | Franck Nivard            | Franck Leblanc           | 1'15"4 |
| 2003                                 | Idalo              | Ursis              | Jean-Michel Bazire       | Stéphane Guelpa          | 1'16"2 |
| 2002                                 | Idalo              | Ursis              | Philippe Masschaele      | Stéphane Guelpa          | 1'16"2 |
| 2001                                 | Hutin Tébé         | Odin de la Vente   | Michel Lenoir            | Jacques Bruneau          | 1'16"4 |